# Кугеєвське сільське поселення (Маріїнсько-Посадський район)
Куге́євське сільське поселення (рос. Кугеевское сельское поселение) — муніципальне утворення у складі Маріїнсько-Посадського району Чувашії, Росія. Адміністративний центр — присілок Кугеєво.

## Населення
Населення — 630 осіб (2019, 792 у 2010, 1177 у 2002).

## Склад
До складу поселення входять такі населені пункти:
| Населений пункт          | Населення, осіб (2002) | Населення, осіб (2010) |
| ------------------------ | ---------------------- | ---------------------- |
| Другі Чекури, присілок   | 65                     | 33                     |
| Кугеєво, присілок        | 552                    | 404                    |
| Кужмари, присілок        | 43                     | 21                     |
| Нове Байгулово, присілок | 176                    | 113                    |
| Сатишево, присілок       | 83                     | 49                     |
| Шанари, присілок         | 258                    | 172                    |